# Jacques Le Goff
Jacques Le Goff (Toulon, 1 de janeiro de 1924 – Paris, 1 de abril de 2014) foi um historiador francês especialista em Idade Média. Autor de dezenas de livros e trabalhos, era membro da Escola dos Annales, pertencente à terceira geração, empregou-se em antropologia histórica do ocidente medieval.
Recebeu o Prêmio Gobert em 1996.

## Biografia
Antigo estudante da École Normale Supérieure, estudou na Universidade Carolina em 1947-48, professor de história em 1950 e membro da École Française de Rome, foi nomeado assistente da Faculté de Lille (1954-59) antes de ser nomeado pesquisador no CNRS (Centro Nacional de Pesquisa Científica), em 1960. Em seguida, mestre-assistente da VI seção da École pratique des hautes études (1962) -  sucedeu Fernand Braudel no comando da École des hautes études en sciences sociales, onde ele foi diretor dos estudos. Cedeu seu lugar a François Furet em 1967. Na qualidade de diretor de estudo na École des Hautes Études en Sciences Sociales, Jacques Le Goff publicou estudos que renovaram a pesquisa histórica, sobre mentalidade e sobre antropologia da Idade Média. Seus seminários exploraram os caminhos então novos da antropologia histórica. Ele publicou os artigos sobre as universidades medievais, o trabalho, o tempo, as maneiras, as imagens, as lendas, as transformações intelectuais da Idade Média.
Co-diretor da Escola dos Annales, dirigiu os estudos ligados à Nova História, como a coletânea Faire de l’histoire em 1977 e o volumoso Dictionnaire de la Nouvelle Histoire publicado no ano seguinte, levando à revolução dos Annales. Sinal do sucesso de suas teses, ele atuou na renovação pedagógica de história participando da redação de um manual escolar.
Nos anos 1980 ele trabalhou em uma biografia de São Luís, publicada em 1996. Tudo em recordações das etapas essenciais do reinado de Luís IX, ele renovou o gênero biográfico pelos seus métodos e suas reflexões sobre a possibilidade de conhecer realmente um personagem da Idade Média. 
Le Goff atuou no sentido de levar a História para além do mundo acadêmico, apresentando um programa na rádio estatal francesa France Culture, sendo consultor de produções para a TV e cinema, incluindo o filme O Nome da Rosa, adaptação do livro de Umberto Eco, estrelado por Sean Connery. Era poliglota, sendo fluente nos idiomas inglês, italiano, polonês e alemão.
Morreu em 1 de abril de 2014, em Paris.

## Obras
- "Mercadores e Banqueiros na Idade Média", 1956
- "Os Intelectuais na Idade Média", 1957
- "A Civilização do Ocidente Medieval", 1964
- "Para um Novo Conceito da Idade Média", 1977
- "O Nascimento do Purgatório", 1981
- "O Imaginário Medieval", 1985
- "História e Memória", 1988
- "A Bolsa e a Vida", 1986
- "História Religiosa da França", em colaboração de direcção com René Rémond (4 volumes), 1988-1992
- "O Homem Medieval" (dir.), 1994
- "A Europa Contada aos Jovens", 1996
- "São Luís, Biografia", 1996
- "Por Amor das Cidades", 1997
- "Por Amor às Cidades", 1999
- "Dicionário Temático do Ocidente Medieval", em colaboração de direcção com Jean-Claude Schmitt, 2001
- "São Francisco de Assis",2001
- "O Deus da Idade Média", 2003
- "Em Busca da Idade Média", 2003
- "O Maravilhoso e o Quotidiano no Ocidente Medieval"
- "Heróis e Maravilhas da Idade Média, 2009
- "A Idade Média e o Dinheiro", 2010
- "Em Busca do Tempo Sagrado", 2011
- "Homens e Mulheres da Idade Média", 2014
- "A História deve ser dividida em pedaços?", 2015